# 1784 na música

## Nascimentos
| Data           | Nome           | Profissão                        | Nacionalidade | Observações | Ref |
| -------------- | -------------- | -------------------------------- | ------------- | ----------- | --- |
| 5 de Abril     | Louis Spohr    | compositor, violinista e maestro | Alemanha      | m. 1859     |     |
| 28 de Novembro | Ferdinand Ries | compositor e pianista            | Alemanha      | m. 1838     |     |

## Mortes
| Data | Nome | Profissão | Nacionalidade | Observações | Ref |
| ---- | ---- | --------- | ------------- | ----------- | --- |